# Église Saint-Julien de Poncé-sur-le-Loir
Pour les articles homonymes, voir Église Saint-Julien.
L'église Saint-Julien est une église catholique qui est située à Poncé-sur-le-Loir (France), dans la Sarthe.

## Localisation
L'église est située dans le département français de le Sarthe, sur la commune de Poncé-sur-le-Loir. Elle domine la vallée du Loir et le bourg de Poncé.

## Historique
L'église date du XIIe siècle mais sa fondation d'origine remonte à 832, lorsqu'un acte de Louis le Débonnaire signale son appartenance à l'Église ou diocèse du Mans. Selon la légende, elle a été fondée par saint Julien lui-même.
Des peintures murales du XIIe siècle ont été découvertes en 1890.

## Protection
L'édifice est classé au titre des monuments historiques le 4 mars 1891. Les peintures murales l'ont été le même jour au titre des immeubles par destination. L'église a été de nouveau inscrite sur la liste de 1900.